# Rinchnach
Rinchnach è un comune tedesco di 3 345 abitanti, situato nel land della Baviera.